# Rio dos Cedros
Rio dos Cedros é um município brasileiro do Estado de Santa Catarina.  Localiza-se a uma latitude 26º44'18" sul e a uma longitude 49º16'27" oeste, estando a uma altitude de 85 metros. Sua população foi estimada em 11 676 habitantes, conforme dados do IBGE de 2019.

## História
Inicialmente pertencente à antiga Colônia Blumenau, o território de Rio dos Cedros foi colonizado a partir de 1875 por imigrantes tiroleses de língua italiana, saídos da região trentina do Tirol, então pertencente ao Império Austro-húngaro. Incentivados pelo Dr. Blumenau, os imigrantes tiroleses entraram no Vale do Itajaí a partir de 1875 e fundaram várias localidades, como Timbó, Nova Trento, Rodeio e Rio dos Cedros.
Rio dos Cedros, antes do início da colonização de 1875 e 1876, era uma vasta floresta inexplorada, recortada por um grande número de córregos, afluentes do mesmo rio. O território era habitado por grupos indígenas.
O nome desse rio aparece desde 1863, quando um grupo de desbravadores dos sertões de Blumenau, chefiados por August Wunderwald, indivíduo estudado e verdadeiro bandeirante de toda a região, subia pelo Rio Itajaí-Açu, de canoa, entrando em seguida pelos Rios dos Cedros e Benedito.
Devido à grande quantidade de cedros, com mais 50 metros de altura, de madeira preciosa de lei existente na barra dos dois rios, deu a um deles esse nome. O outro rio recebe o nome de Benedito, provavelmente por existir um morador com esse nome, que teria chegado antes da imigração europeia.
O cedro mais alto encontrado possuía 86 metros e foi apelidado de Grande General Cedro e foi derrubado em uma tempestade no ano de 1917. Seu tronco continua exposto no Museu Natural do Cedro. Hoje as árvores que restaram no parque municipal possuem uma altura média de 40 a 60 metros. A madeira do cedro sempre foi considerada por todos os povos matéria-prima de excelente qualidade para a indústria de móveis e de construção. Sua utilidade já era famosa entre os povos antigos.
A primeira exploração do Rio dos Cedros, desde a barra com o Rio Benedito foi realizada, portanto, numa viagem de canoa adentrando com dificuldade rio acima, num percurso de 15 km. Depois os exploradores voltaram, na impossibilidade de avançar, por causa do rio se tornar impraticável à canoa e pela escassez de alimentos.
Aquele grupo descobriu, entretanto, que a região vista do alto de um morro era muito extensa e fértil. Perceberam também que, para além das montanhas que circulavam o vale, poderia existir um grande planalto, o que realmente se verificou mais tarde.
Hoje Rio dos Cedros tem cerca de 10.000 habitantes. Suas colônias praticamente são as mesmas traçadas nos tempos da imigração, com 200 metros de largura por 1.000 de fundo. Medidas pelos Irmãos Deeke e adquiridas pelo preço de 200$000, pagas em longo prazo.
Sua população é composta por descendentes de alemães, trentinos (tiroleses italianos) e búlgaros. Embora o centro da cidade tenha colonização basicamente trentina, no interior a população descendente de alemães é numerosa, existindo localidades exclusivamente alemãs. Os búlgaros estão instalados, em sua maioria, no alto da serra, no vilarejo de Lovench.

### Colonização
A colonização de Rio dos Cedros tem início com um grupo de imigrantes provenientes da região de Mattarello, distrito da cidade de Trento na província do Tirol, Império Austríaco (atualmente Província Autônoma de Trento, na Itália). O primeiro grupo de imigrantes deixou seu vilarejo natal em 1874. Esse grupo foi o primeiro contingente de imigrantes trentinos da cidade e também de todo Estado de Santa Catarina. O grupo embarcou no porto de Trieste, na França, em 1874, chegando a Rio dos Cedros no ano de 1875. As famílias que vieram neste primeiro grupo de imigrantes eram: Andreatta, Baldessari, Bertoldi, Bonatti, Bridi, Bendotti, Carlini, Cava, Cristelli, Dalmonico, Ferrari, Moratelli, Nardelli, Perini, Slomp, Tafner, Tomasini, Uber, Valentini, Zatelli.
Esse grupo pioneiro estabeleceu-se onde atualmente existe o bairro Santo Antônio, fazendo divisa com Pomerode. O início foi extremamente árduo, após a chegada e a recepção no centro da colônia de Blumenau (a qual rio dos Cedros pertencia na época) os imigrantes foram encaminhados por tifas floresta adentro até chegaram às terras da região de Pomeranos, em alemão "Pommernstrasse" (nome devido a anterior colonização alemã, vinda da região da Pomerânia, norte da Alemanha). Toda essa região de Pomeranos foi a primeira via de colonização trentina na cidade, até hoje é possível encontrar diversos e belíssimos casarões coloniais dos tempos iniciais da cidade.
O segundo grupo de imigrantes tiroleses, também em 1875, seguiu pelo mesmo caminho dos imigrantes anteriores, na região de Pomeranos, fixando-se no atual bairro Cruzeiro. Eram imigrantes vindos de Centa, Valda, Albiano, Segonzano, Castelnuovo entre outras comunidades da área de Val di Cembra. Eram as seguintes famílias: Bardini, Bortolini, Bortolotti, Campregher, Dalpiaz, Demarchi, Dematè, Filippi, Furlani, Giovanella, Girardi, Leitempergher, Longo, Marchetti, Mattedi, Negri, Odorizzi, Pedron, Piazzera, Pisetta, Pradi, Sadler, Sevegnani, Stinghen, Tecila, Trentini, Vicenzi.
O terceiro grupo de imigrantes tiroleses fixou-se onde hoje existe a tradicional comunidade de Caravaggio. Era um grupo que também partiu no ano de 1875, a maioria proveniente de Samone, na Valsugana, por isso a comunidade de Caravaggio foi por vários anos chamada de “Samon” e seus habitantes de Samonati. Foi fundada pelas seguintes famílias: Anesi, Campestrini, Dall´Agnolo, Detoffol, Fattore, Froner, Giampicollo, Lenzi, Mengarda, Molinari, Nicollodelli, Nicolussi, Paoletto, Pedrelli, Tais, Tomaselli, Trisotto, Zanghelini.
O quarto grupo de imigrantes tiroleses seguiu até o final da região de Pomeranos, fixando-se onde hoje existe a comunidade da Glória. Eram imigrantes provenientes de Cavedine, que partiram em 1876. O grupo era composto pelas seguintes famílias: Bagattoli, Barato, Berlanda, Berti, Bridarolli, Brighenti, Cattoni, Demarchi, Gadotti, Molter, Recchia e Zani.
Quando o quinto grupo de imigrantes chegou a região de Pomeranos já estava totalmente povoada, então eles seguiram pelos leitos do rio dos Cedros até chegar na confluência com o rio São Bernardo, instalando-se onde hoje é o Centro da cidade. Eram imigrantes vindos de diversas cidades trentinas: Volano, Ospedaletto, Strigno, Torcegno, Fornace, Mattarello, Centa, entre outras. O grupo era composto das seguintes famílias: Agostini, Berti, Bertoldi, Bona, Busarello, Campestrini, Cassonatti, Corrente, Dalcanale, Dallabrida, Daltrozzo, Demarchi, Giacomozzi, Leitempergher, Osti, Paterno, Paternolli, Pedrelli, Perottoner, Rafaelli, Piazzera, Purin, Richter, Ropelatto, Rubini, Sandri, Sartori, Schuster, Trentini, Trisotto, Valandro, Vasselai, Voltolini, Zanluca.
O sexto grupo de imigrantes colonizou a atual Estrada dos Tiroleses, que parte do centro de Rio dos Cedros até chegar ao município de Timbó. A denominação "Estrada dos Tiroleses" foi um nome genérico, pois todas as outras comunidades até aqui citadas também foram colonizadas por imigrantes tiroleses de língua italiana. O grupo foi composto pelas seguintes famílias: Bartanone, Bassani, Bertofa, Busarello, Carlini, Cechini, Chiogna, Chiste, Conti, Coratti, Cristofoletti, Dalcanale, Dallabona, Darui, Dematè, Devigili, Dorigatti, Fachini, Fiemazzo, Floriani, Furlani, Gretter, Mastelotto, Mazzi, Menestrina, Moser, Murara, Nasato, Nichelatti, Nones, Oberziner, Ossemer, Pasquali, Pellini, Piccoli, Pradi, Rafaelli, Ronchetti, Salvatore, Scola, Schiochet, Spallanzani, Tamanini, Zanluca, Tiso, Travaglia, Valcanaia, Volani, Voltolini, Zanella, Zanetti, Zanghelini, Zanluca, Zecchini.

A partir desse sexto grupo, a colonização da cidade não pode mais ser divida em levas. Diversos outros imigrantes vieram, e os que já estavam na cidade passaram a se mudar internamente fundando outros povoados. Além dos tiroleses, naquele tempo de nacionalidade austríaca, estabeleceram-se na região imigrantes italianos vindos de outras regiões do então Reino da Itália.